# Guatlla bruna
La guatlla bruna (Synoicus ypsilophorus) és una espècie d'ocell de la família dels fasiànids (Phasianidae). Aquesta guatlla habita praderies i conreus de cereals d'Australàsia, des de Flores i Sumba, a les Illes Petites de la Sonda Orientals, cap a l'est, per Wetar, illa de Timor i altres illes fins a Nova Guinea, Austràlia i Tasmània. Introduïda a Nova Zelanda i Fiji.

## Taxonomia
Ha estat inclosa al gènere Coturnix
S'han descrit unes 9 subespècies:
- S. y. raaltenii (Müller, S, 1842). Flores, Timor i illes properes.
- S. y. pallidior (Hartert, 1897). Illes Sumba i Sawu.
- C. y. saturatior (Hartert, 1930). Nova Guinea septentrional.
- C. y. dogwa (Mayr & Rand, 1935). Nova Guinea meridional.
- C. y. plumbea (Salvadori, 1894). Nord-est de Nova Guinea.
- C. y. monticola (Mayr & Rand, 1935). Zona alpina de Nova Guinea.
- C. y. mafulu (Mayr & Rand, 1935). Zona de muntanya de Nova Guinea.
- C. y. australis (Latham, 1801). Austràlia.
- C. y. ypsilophora Bosc, 1792. Tasmània.